# Ferrovia Sanriku
La Ferrovia Sanriku (三陸鉄道?, Sanriku Tetsudō), nota anche come Santetsu (三鉄?), è una compagnia ferroviaria del terzo settore che gestisce una linea ferroviaria che attraversa la costa di Sanriku nella prefettura di Iwate. La sede centrale si trova nella città di Miyako e la Prefettura di Iwate è il suo maggiore azionista.

## Storia
L'idea di una ferrovia che collegasse la costa di Sanriku risale al 1896, quando fu presentata al Ministro delle Comunicazioni, Senichi Shirane, la richiesta di creare la Ferrovia Sanriku. L'idea era quella di costruire una ferrovia come misura di ricostruzione dopo il terremoto di Sanriku del 1896, quando il terreno impervio impedì il trasporto dei soccorsi.
Durante il periodo di rapida crescita economica, le Ferrovie Nazionali Giapponesi (JNR) realizzò e potenziò le linee tra le stazioni di Maeyachi e Yanaizu il 24 ottobre 1968, tra le stazioni di Miyako e Taro il 27 febbraio 1972, tra le stazioni di Mori e Yoshihama il 1° luglio 1973 e tra le stazioni di Fudai e Kuji il 20 luglio 1975.
Il 10 novembre dello stesso anno la Prefettura di Iwate e i comuni lungo la linea fondarono una società del terzo settore, la ferrovia Sanriku. A partire dall'anno successivo, il 1982, e sono state rilevate le linee Kuji, Miyako e Mori e sono entrate in funzione le linee Rias-nord (北リアス線?, Kita-Riasu-sen) e Rias-sud (南リアス線?, Minami-Riasu-sen), rendendo così pienamente operativa, il 1º aprile 1984, la ferrovia Sanriku.
Il terremoto e maremoto del Tōhoku del 2011 hanno causato ingenti danni alla ferrovia Sanriku. Gli edifici delle stazioni e le massicciate sono stati spazzati via in varie parti della linea e tre automotrici sono state rese inutilizzabili. Lo tsunami ha spazzato via 5,8 km di binari ferroviari sulle linee. Il ripristino completo del servizio sulle linee è stato completato nell'aprile 2014.
Per lungo tempo le due sezioni della ferrovia Sanriku furono separate da un tratto distrutto della linea Yamada. Il 23 marzo 2019, dopo i lavori di ripristino effettuati da JR East, la linea Yamada è stata trasferita alla Ferrovia Sanriku e riaperta come linea Rias, combinata con la linea Rias Nord e la linea Rias Sud. In questo modo la lunghezza totale della linea operativa è diventata la più lunga del Giappone come ferrovia del terzo settore.
La linea è stata nuovamente danneggiata circa sei mesi dopo, nell'ottobre dello stesso anno, quando il tifone Hagibis si è abbattuto sul Giappone orientale, causando la chiusura di alcune sezioni, l'intera linea è stata ripristinata nel marzo 2020.

## Linee ferroviarie
La compagnia ha una sola linea, la linea Rias, composta da diverse linee cedute dalle Ferrovie Nazionali Giapponesi e dalla JR East.
- Linea Rias (リアス線?): Sakari - Kuji (163 km, 41 stazioni)
  - Rias-sud (南リアス線?): stazione di Mori - stazione di Kamaishi 36,6 km
  - Linea Rias (ex linea Yamada): stazione Kamaishi - stazione Miyako 55,4 km
  - Rias-nord (北リアス線?): stazione Miyako - stazione Kuji 71,0 km

## Materiale rotabile
Tutto il materiale rotabile di proprietà dell'azienda è denominato “Serie 36” (ufficialmente viene applicata la vocalizzazione “Sanriku-gata”), ma può essere suddiviso nelle seguenti varianti in base alla struttura della carrozzeria e all'equipaggiamento interno:
- Serie 36-100 (4 vetture)
  - Serie 36-200 (4 vetture)
- Serie 36-R (3 vetture)
  - Sono chiamati “Sanriku Shiosai”  e sono treni retrò.
- Serie 36-700 (14 vetture)
  - Entrato in servizio il 3 aprile 2013. Tre vetture sono stati finanziati dal Kuwait, successivamente, sono state aggiunte altre tre vetture quando tutte le linee hanno ripreso a funzionare. Altre 8 vetture sono state introdotte nell'anno fiscale 2018 per rilevare la sezione della linea Yamada.
- Serie 36-Z (1 vettura)
  - Nuova carrozza “Sanriku Hakamakaze”.

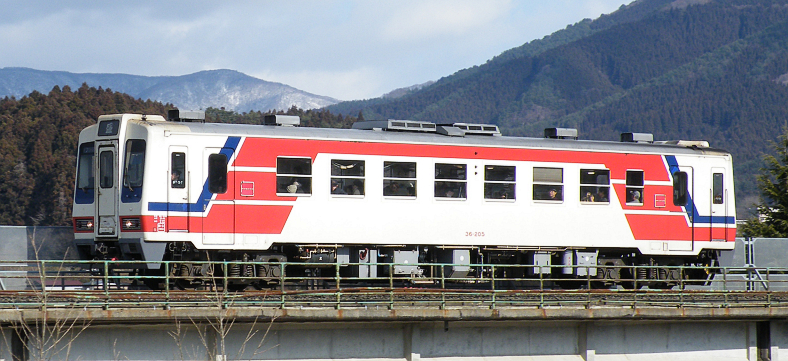
Serie 36-100
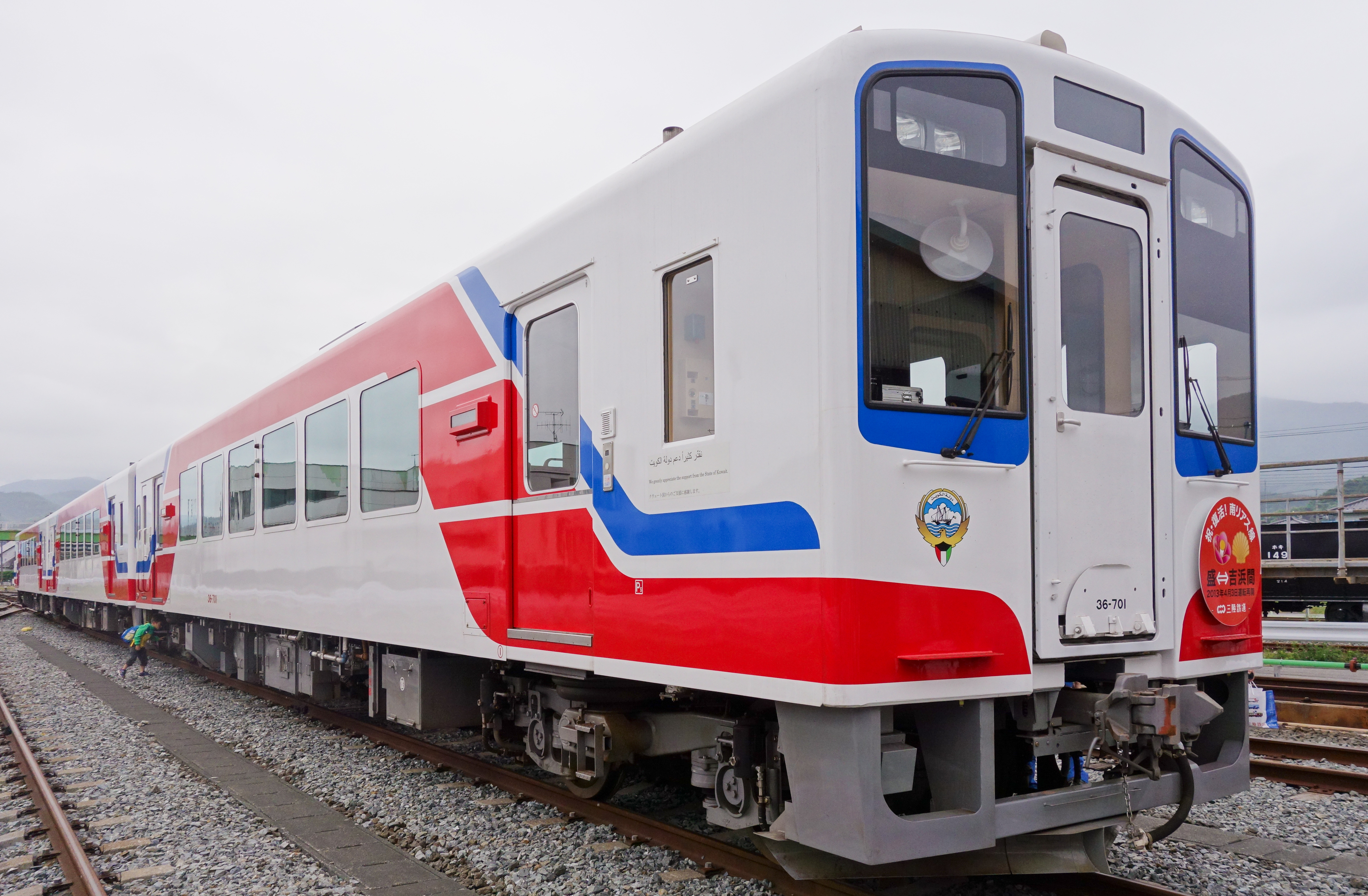
Serie 36-700
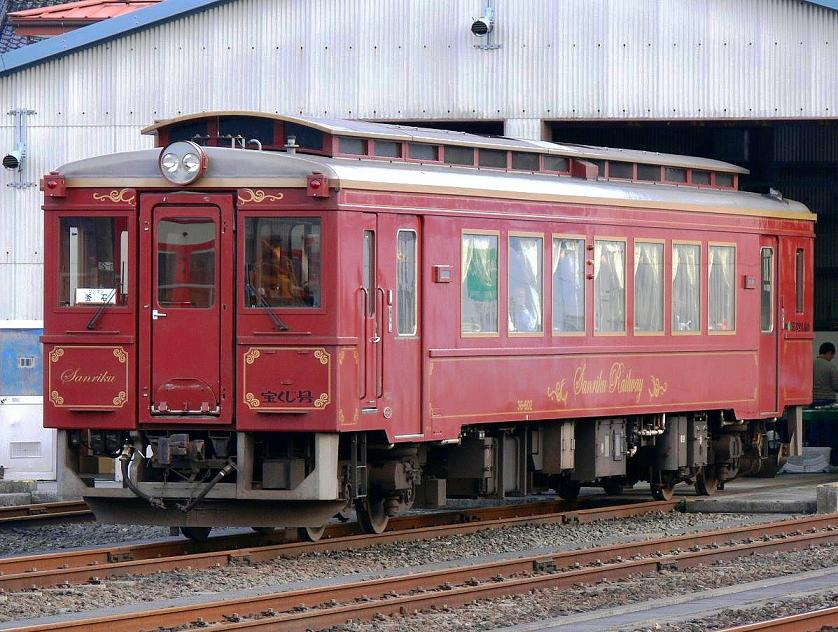
Serie 36-R
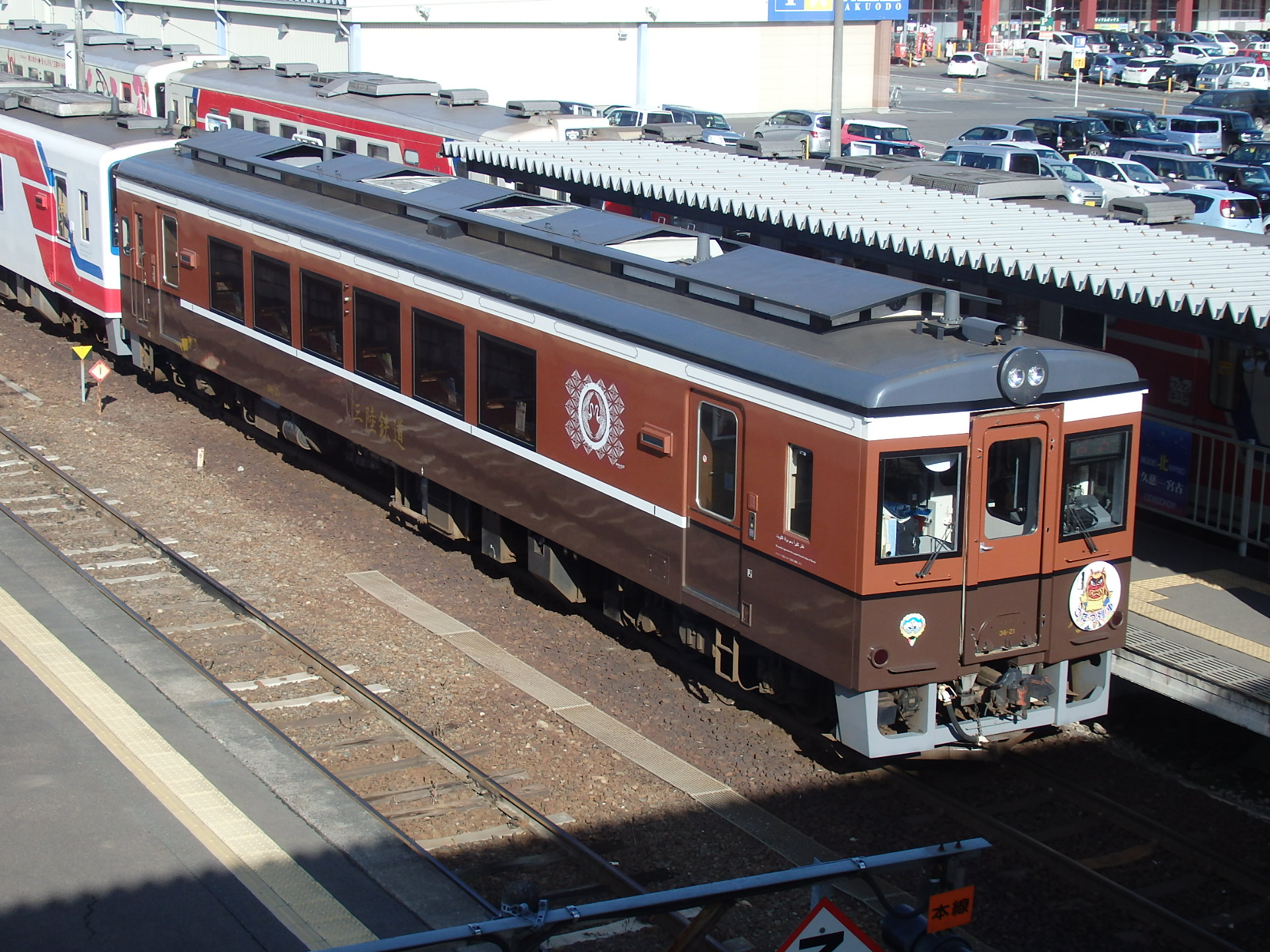
Serie 36-Z